# ويليام ويلسون كوركوران
ويليام ويلسون كوركوران (بالإنجليزية: William Wilson Corcoran)‏ هو مصرفي أمريكي، ولد في 27 ديسمبر 1798 في جورجتاون في الولايات المتحدة، وتوفي في 24 فبراير 1888 في واشنطن العاصمة في الولايات المتحدة.